# 香魂女 (电影)
《香魂女》（英語：Woman Sesame Oil Maker）是於1993年上映的剧情片，谢飞执导和编剧，主演是陈宝国、雷恪生和斯琴高娃，改编自作家周大新同名小说《香魂塘畔的香油坊》。

## 剧情
香二嫂幼年时期家境贫寒，7岁就被卖做人家家里的童养媳，13岁就和瘸腿的男人行房，破了身，由于丈夫天然残疾，不能满足她的性欲，她经常和情人任忠实幽会，她擅长经商，开了一家小香油坊，以优质的香油而闻名远近村舍。香二嫂和瘸腿丈夫有一个天生智障的儿子墩子，虽然她深知自己的儿子是一个傻子，但是要是要为家庭延续香火，便开始物色媳妇，贫困家庭的环环被她相中，但是环环已经有了恋人金海。为了夺取环环，香二嫂开始暗中用计谋，她把环环的恋人金海打发到了城市里，环环家中欠债颇多，香二嫂和环环家的债主拉关系叫债主们去他们家催债，环环为了家庭，被迫出嫁给香二嫂家。洞房花烛的晚上，环环在床上被墩子虐待，弄得满身伤痕。一日，香二嫂和情人任忠实幽会，香二嫂的瘸腿丈夫忽然回到家，二人惊慌中，任忠实只得跳窗而逃，媳妇环环把这些全都看在眼里。任忠实在没出现，香二嫂被丈夫发现一直在用避孕药，因此一直没身孕，甚至怀疑女儿不是自己所生，暴打香二嫂。香二嫂嘱咐环环不要讲出她和情人的事，出于对自身遭遇的反省，同情地劝高环环和虐待她的儿子墩子离婚。环环痛心地哭诉：谁还会娶她？！

## 主演
| 演员     | 角色   | 备注                                                     |
| 陈宝国   | 任忠实 | 香二嫂的情人。                                           |
| 雷恪生   | 瘸二叔 | 香二嫂的丈夫。                                           |
| 斯琴高娃 | 香二嫂 | 孩提时嫁给瘸腿丈夫做童养媳，两人育有天生智障的儿子墩子。 |
| 伍宇娟   | 环环   | 墩子的妻子，金海的恋人，香二嫂的媳妇。                   |
| 胡晓光   | 墩子   | 香二嫂和瘸二叔的儿子。                                   |
| 马晓晴   | 灵芝   | 老五奶介绍来和墩子相亲的一员。                           |
| 叶琳琅   | 老五奶 |                                                          |
| 张辉     | 金海   | 环环的恋人。                                             |

## 制作
该片表达了对饱受中华传统文化腐蚀的女性群体深切的同情。

## 奖项
| 年份 | 作品       | 奖项                 | 是否得奖 | 备注  |
| ---- | ---------- | -------------------- | -------- | ----- |
| 1993 | 《香魂女》 | 德国柏林电影节金熊奖 | 獲獎     | [ 2 ] |